# شهرستان اتاوا (اکلاهما)
شهرستان اتاوا، اکلاهما (به انگلیسی: Ottawa County, Oklahoma) شهرستانی در ایالات متحده آمریکا است که در اکلاهما واقع شده‌است.

## خصوصیات
شهرستان اتاوا ۱٬۲۵۶٫۱۵ کیلومترمربع مساحت دارد.